# 권정호미술관
권정호미술관은 대구광역시 동구 동부로 67 에 위치한 미술관으로 화가 권정호의 예술세계를 정리, 소개하고자 2023년에 설립되었다. 대구에 설립된 첫번째 사립미술관으로 첫개관일은 2024년 2월 28일이다.

## 소장품
- 권정호미술관 소장품

## 출판 도서
- KWONJUNGHO[2]

## 같이 보기
- 권정호